# آنتونین دورژاک

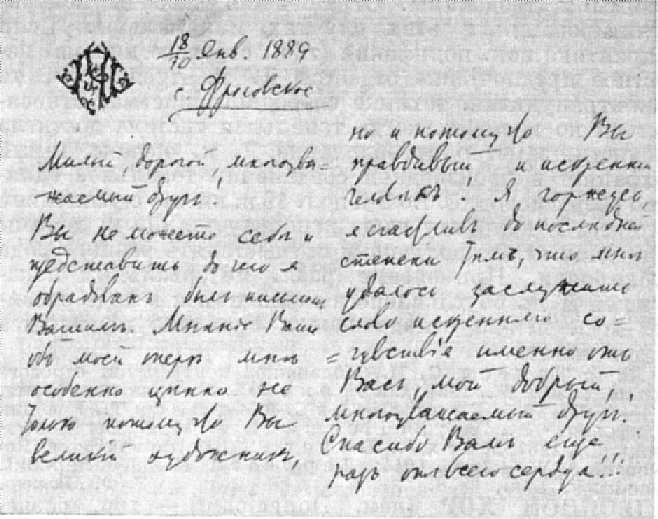
متن نوشته شده توسط آنتونین لئوپلد دوُرژاک

آنتونین لئوپلد دِوُژاک (Antonín Leopold Dvořák)‏ (تلفظ چکی: [ˈantoɲi:n ˈlɛopolt ˈdvor̝a:k]) (زادهٔ ۸ سپتامبر ۱۸۴۱ در نِلاهوزِوِس بوهم (اکنون در جمهوری چک) – درگذشتهٔ ۱ مه ۱۹۰۴ در پراگ)، آهنگساز اهل چک بود،او نخستین آهنگ‌ساز بوهِمی بود که به شهرت جهانی دست یافت. او موسیقی فولکلور (بومی) سرزمین مادریِ خویش را در قالب موسیقی رمانتیک قرن نوزدهم ارائه داد. راز محبوبیت دِوُژاک در استعداد شایان توجه او در خلق ملودی‌های پرنشاطِ چک بود.
از آثار شاخص او می‌توان به سمفونی شماره ۹ (از دنیای جدید) و همچنین «رقص‌های اسلاوُنیک» اشاره کرد.

## شرح حال

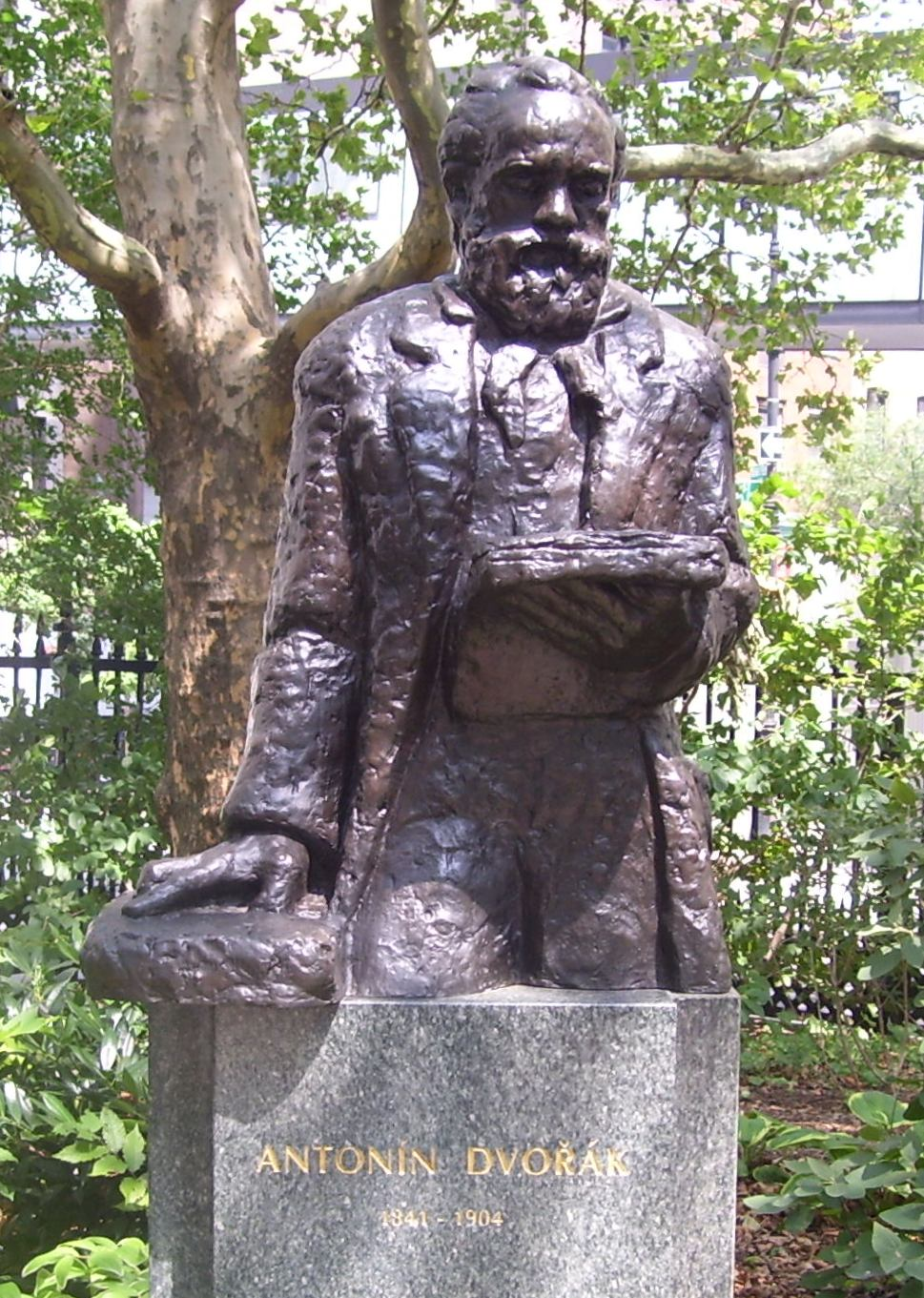
مجسمه آهنگساز آتونین دورژاک در نیمه شرقی میدان در منهتن، شهر نیویورک

پدر دوژاک که قصاب و مسافرخانه‌دار بود، از اشتیاق پسرش به آهنگساز شدن متحیر بود. پسر نواختن ویولون و سپس پیانو و ارگ را آموخت و برای ادامه تحصیل، به پراگ رفت. در آنجا وارد مدرسه اُرگ شد.
در تئاتر ملی به عنوان نوازنده ویولون به کار مشغول شد و با اینحال به‌طور مداوم به آهنگسازی می‌پرداخت. نخستین اثر مهم او که مورد توجه قرار گرفت یک سرود مذهبی برای کُر و ارکستر بود. بدریش اسمتانا که در آن زمان، رهبر تئاتر ملی بود، از صمیم قلب او را مورد تشویق قرار داد و هم او بود که علاقه به زیبایی اصیل موسیقی مردمی سرزمین بوهم را در دوژاک بیدار کرد. روح این موسیقی رفته‌رفته در آثار دوژاک بیشتر نمایان شد. اثرش به نام «رقص‌های اسلاونیک» او را مشهور ساخت.
او برای مدیریت کنسرواتوار ملی موسیقی در نیویورک به ایالات متحده دعوت شد. در طی اقامت سه ساله‌اش در آن کشور، با بسیاری از آوازهای روحانی سیاهان آشنا شد. تأثیر عمیقی که این آوازها بر او گذاشتند در موومان آهسته سمفونی نهم او، «از دنیایی جدید»، محسوس است. ملودی این اثر در همراهی با کلام «ویلیام آرمر فیشر» به نام «به سوی خانه»، از محبوبیت عمومی برخوردار گردید. دوژاک در ۱ مهٔ ۱۹۰۴ در پراگ درگذشت.

## برخی از آثار
- رکوئیم
- سمفونی شماره ۹ (از دنیای جدید)
- رقصهای اسلاوُنیک
- سرناد برای سازهای زهی
- ۱۴ چهارنوازی (کوارتت) برای سازهای زهی
- کنسرتوهایی برای ویلنسل، ویلن و پیانو
- اپوس ۱۰۱ (هومورسک‌ها)
- روسالکا، اپوس ۱۱۴
- فهرست آثار